# San Francisco de Guayo
Pour les articles homonymes, voir San Francisco.
San Francisco de Guayo est la capitale de la paroisse civile de Padre Barral de la municipalité d'Antonio Díaz dans l'État de Delta Amacuro, au Venezuela.

## Histoire
La localité est fondée dans les années 1930 par le Père missionnaire catholique Barral, le Padre Barral, éponyme de la paroisse civile dont elle est aujourd'hui la capitale, sur la rive droite de l'Orénoque, au cœur du delta du fleuve.

## Population et société

### Santé
La localité dispose du dispensaire Sœur-Isabelle (Ambulatorio Hermana Isabel, en espagnol).